# Hal Willner
Hal Willner (Filadélfia, 6 de abril de 1956 - Nova York, 7 de abril de 2020) foi um produtor de música norte-americano que trabalhou em gravações, filmes, TV e eventos ao vivo. Ganhou notoriedade por montar álbuns de tributo e eventos com uma grande variedade de artistas e estilos musicais (jazz, clássico, rock).
Morreu em 7 de abril de 2020, em decorrência da COVID-19, aos 64 anos de idade, durante a pandemia de COVID-19 nos Estados Unidos.